# غاو زهيلين
غاو زهيلين (بالصينية: 高志林) (8 يناير 1991 في الصين - ) هو لاعب كرة قدم صيني في مركز الوسط. لعب مع غوانغجو إفرغراند تاوباو وChengdu Tiancheng F.C. ‏ وMeizhou Hakka F.C. ‏.

## روابط خارجية
- غاو زهيلين على موقع قاعدة بيانات كرة القدم.إي يو (الإنجليزية)
- غاو زهيلين على موقع Soccerway.com (الإنجليزية)